# Aggie Herring
Aggie Herring (San Francisco, 4 febbraio 1876 – Santa Monica, 28 ottobre 1939) è stata un'attrice statunitense che, nella sua carriera cinematografica iniziata nel 1915, prese parte a oltre cento e venti film in ruoli da caratterista.

## Filmografia
- Mother Hulda, regia di Raymond B. West - cortometraggio (1915)
- The Darkening Trail, regia di William S. Hart (1915)
- The Despoiler, regia di Reginald Barker (1915)
- Eye of the Night, regia di Walter Edwards (1916)
- Home, regia di Raymond B. West (1916)
- Honor Thy Name, regia di Charles Giblyn (1916)
- The Return of Draw Egan, regia di William S. Hart (1916)
- The Vagabond Prince, regia di Charles Giblyn (1916)
- A Corner in Colleens, regia di Charles Miller (1916)
- The Female of the Species, regia di Raymond B. West - cortometraggio (1916)
- The Crab, regia di Walter Edwards (1917)
- The Pinch Hitter, regia di Victor Schertzinger (1917)
- The Snarl, regia di Raymond B. West (1917)
- The Millionaire Vagrant, regia di Victor Schertzinger (1917)
- Madcap Madge, regia di Raymond B. West (1917)
- Wee Lady Betty, regia di Charles Miller (1917)
- The Rookie's Return, regia di Jack Nelson (1920)
- Let's Go, regia di William K. Howard (1923)
- Le tre grazie (Sally, Irene and Mary), regia di Edmund Goulding (1925)
- Il Gorilla (The Gorilla), regia di Alfred Santell (1927)
- Through the Breakers, regia di Joseph C. Boyle (1928)